# African Bank Investments
Die African Bank Investments Limited (ABIL) war eine südafrikanische Holding, die Bankgeschäfte und Versicherungsgeschäfte betrieb. 2014 brach sie unter der Last notleidender Kredite zusammen und wurde unter Aufsicht gestellt.

## Geschichte
Die Bank wurde 1993 als Theta Securities gegründet. Im Jahr darauf bildete sie mit dem südafrikanischen Versicherungsunternehmen Hollard eine Investmentgesellschaft. 1995 erfolgte der Wechsel der Firmierung von Theta Securities zu Baobab Solid Growth Limited. Zwei Jahre später erwarb Baobab Solid Growth  eine Mehrheitsbeteiligung an den Mikrokredit-Unternehmen King, Altfin und Unity. Das Unternehmen erwarb 1998 unter anderem die African Bank Limited. Im Jahr darauf folgte der Kauf des Versicherers The Standard General Insurance Company (Stangen) sowie die Umfirmierung des Unternehmens in African Bank Investments Limited. Ab 2001 vergab das Unternehmen Kredite an Privatkunden. 2008 erwarb es den Möbeleinzelhändler Ellerline. 

## Geschäftliche Aktivitäten
Das Unternehmen vergab Kredite an Privatkunden und bot Versicherungsdienstleistungen an. Im Einzelhandel vertrieb es Möbel und Zubehör. Operativ waren vor allem die Tochtergesellschaften African Bank Limited, Ellerine Holdings Limited, The Standard General Insurance Company und Relyant Life Assurance Company Limited tätig. Das Unternehmen ging in mehreren Ländern des südlichen Afrika seinen Geschäften nach. Dazu zählten Südafrika, Sambia, Botswana, Lesotho, Namibia und Swaziland.
Das Unternehmen entwickelte sich zu Südafrikas größtem Anbieter für ungesicherte Kredite. Sein Geschäftsmodell verhieß im ersten Jahrzehnt des 21. Jahrhunderts Erfolg: Der Börsenkurs vervierfachte sich zwischen 2003 und 2008. Zudem erhielten Aktionäre vergleichsweise hohe Dividenden.

## Zusammenbruch
Das Unternehmen steigerte seine Kreditvergabe zwischen 2012 und 2014 deutlich. Die Konjunktur schwächte sich allerdings ab, unter anderem durch Streikwellen in wichtigen Branchen, beispielsweise im Bergbau. Für die wachsende Zahl notleidender Kredite hatte die Bank keine ausreichenden Rückstellungen gebildet. Das Unternehmen, das sich über den Kapitalmarkt refinanziert hatte, litt insbesondere von April bis Juni 2014 unter einer Liquiditätskrise. Im August 2014 setzte die Johannesburger Börse den Handel mit Aktien des Unternehmens aus. Das operative Geschäft wurde von der South African Reserve Bank, der Zentralbank Südafrikas, unter Kuratel gestellt. Ein offizieller Untersuchungsbericht der südafrikanischen Zentralbank lastete 2016 dem Management der kollabierten Holding eine fahrlässige Wachstumspolitik und mangelnde Bank-Erfahrung an.

## African Bank und Residual Debt Services
Für das Unternehmen wurde ein Sanierungsplan aufgestellt. Dieser führte zur Spaltung von African Bank Investments Limited in eine „gute“ und eine „schlechte“ Bank (Bad Bank). Ein Verbund aus der Zentralbank Südafrikas, der wichtigsten staatlichen Investmentorganisation Public Investment Corporation und einem Konsortium aus sechs Banken übernahm 2016 die „gute“ Bank, die seither den Namen African Bank trägt. Sie wurde mit 10 Milliarden Rand rekapitalisiert. Die Bad Bank erhielt den Namen Residual Debt Services Limited.